# 科学技術センター協会
科学技術センター協会（かがくぎじゅつセンターきょうかい / ASTC, Association of Science-Technology Centers）は、40か国以上の科学館、科学博物館、科学技術の体験施設等が加盟する国際組織。1973年に設立され、本部は米国ワシントンD.C.にある。
ASTC は、年次会合の開催、書籍や白書の発行、専門的能力の開発支援等を主な活動内容としている。科学館等で働く人々のオンラインコミュニティ支援にも取り組んでいる。また、本部内に、アメリカ国立科学財団 (NSF) により2007年に設立された CAISE がある（CAISE = Center for Advancement of Informal Science Education, 生涯科学教育振興センター）。
ASTC トラベルパスポートプログラム参加施設では、他の参加施設の会員にも、自施設の会員特典が適用される。ただし、90マイル（約145キロメートル）以上離れた施設の会員であることと、その会員証を提示することが条件である。居住条件による制限も適用される。